# Oshie
Oshie est un village montagneux de la commune de Njikwa dans la région du Nord Ouest du Cameroun. Couvrant environ 70 kilomètres carrés, il est situé à l'est de la commune de Njikwa dans le département de la Momo. C'est aussi le siège d'une chefferie traditionnelle de 2e degré.
Oshie est un territoire diversifié présentant un paysage vallonné qui est une extension des Monts Bamboutos de la région des Grassfields au Cameroun. Il est au cœur de la production du gari, encore appelé tapioca au Cameroun. 

## Population
En 2005, la population du village était estimée à 2 076 habitants. Cette population est structurée en familles issues de deux familles principales (Andek et Oyemi). Bien que la population soit principalement autochtone, elle est ethniquement et religieusement pluraliste. La plupart des habitants parlent la langue Ngishe. Le village est structuré en plusieurs quartiers dont les principaux sont Nyebai, Beimban, Barimbom, Neucop, Fum, Fringyen et Bereje. Ces quartiers sont ensuite subdivisés en sous quartiers dirigé par des chefs de quartiers.

## Histoire
Le présent site du village a d'abord été habité par les populations Konda et Beba, qui ont été chassées par les peuples migrants Oshie. Les premiers sites de peuplement étaient des endroits tels que Tikob, Edek et Togobeiku. Ces sites ont été choisis sur la base des critères sécuritaires et défensifs en profitant d'un paysage stratégique. 
Les populations qui composent une partie du groupe ethnique Semi-Bantous du Cameroun proviendraient de Mbeitong près de Ntadkon du département de la Mezam dans la région du Nord Ouest. Ces personnes ont été contraintes de migrer vers le sud pour fuir l'extension de l'Islam en Afrique occidentale et centrale. Ils ont ensuite migré en deux vagues ; d'abord par Oshum, Widikum et Ngie, et ensuite par Njinibi et Frigyien.